# Ōyama Masutatsu
| Ōyama Masutatsu Japanischer Name | Ōyama Masutatsu Japanischer Name |
| -------------------------------- | -------------------------------- |
| Kanji                            | 大山倍達                         |
| Rōmaji nach Hepburn              | Ōyama Masutatsu                  |
| Choi Hyung-yee Koreanischer Name |                                  |
| Hangeul                          | 최영의                           |
| Hanja                            | 崔永宜                           |
| Revidierte Romanisierung         | Choe Yeong-ui                    |
| McCune-Reischauer                | Ch’oe Yŏngŭi                     |
| Choi Bae-dal Koreanischer Name   |                                  |
| Hangeul                          | 최배달                           |
| Hanja                            | 崔倍達                           |
| Revidierte Romanisierung         | Choe Bae-dal                     |
| McCune-Reischauer                | Ch’oe Paetal                     |

Ōyama Masutatsu (* 27. Juli 1923 in Gimje in der Nähe von Gunsan, Chōsen, Japanisches Kaiserreich (heute Südkorea); † 26. April 1994 in Tokio) (in der westlichen Namensreihenfolge Masutatsu Ōyama oder oft auch kurz Mas Ōyama) begründete die Karate-Stilrichtung Kyokushin, einen Vollkontakt-Stil. Geboren wurde er als Choi Hyung-yee, bevorzugte aber den Namen Choi Bae-dal, da Baedal als Bezeichnung für Koreaner seine koreanische Abstammung betonte. Als Angehöriger der Zainichi, der koreanischen Minderheit in Japan, verbrachte er den Großteil seines Lebens in Japan, obwohl er sowohl die südkoreanische als auch die japanische Staatsbürgerschaft besaß.

## Biographie

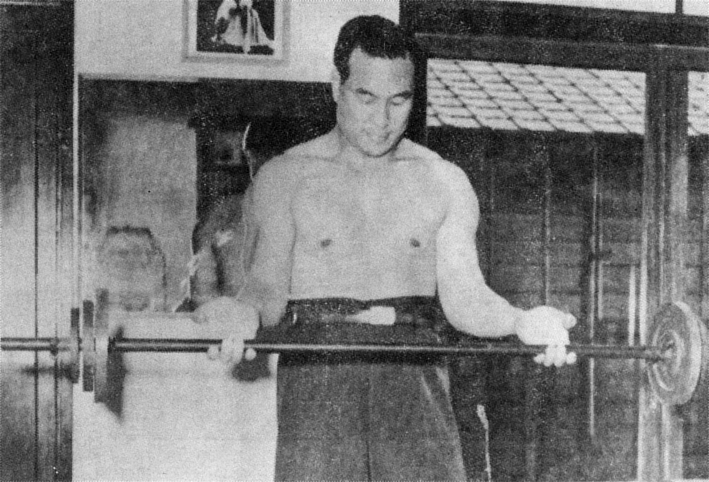
Masutatsu Ōyama (1951)

In jungen Jahren lebte er auf dem Gehöft seiner Schwester in der Mandschurei. Ōyama begann mit dem Studium der Kampfkünste im Alter von 9 Jahren und lernte zunächst von einem Arbeiter mit Namen Li Soushi auf besagtem Gehöft das südchinesische Kung-Fu-System der 18 Hände. (auch bekannt unter dem Namen „Die 18 Hände des Wing Chun“). Mit 12 Jahren kehrte Ōyama nach Korea zurück und setzte dort sein Training in den traditionellen koreanischen Kampfkünsten Taekgyeon und Gwonbeop fort.
Korea war de facto seit dem Ersten Japanisch-Chinesischen Krieg und de jure seit 1910 eine Kolonie Japans. Die koreanische Sprache und Kultur wurde durch die japanischen Besatzer unterdrückt; das ganze Land sollte japanisiert werden. Daher wollte sich Ōyama nach Japan begeben, da er dort bessere Zukunftsaussichten für sich erwarten konnte als in seiner Heimat.
1938 reiste Ōyama im Alter von 15 Jahren tatsächlich nach Japan, in der Hoffnung, Kampfpilot bei der japanischen Heeresluftwaffe werden zu können. Diese Ambitionen konnte er aber nicht realisieren (siehe Shimpū Tokkōtai), insbesondere, weil er nicht mit der damals vorherrschenden Diskriminierung der koreanischen Minderheit im japanischen Mutterland gerechnet hatte. Er ging nach Tokyo, arbeitete dort als Angestellter in einem Restaurant und trainierte Judo, bis er eines Tages Schüler bei der Übung von Karate-Techniken beobachtete. Ōyama ging daraufhin in das Dojo von Funakoshi Gichin in der Takushoku-Universität und begann dort, den Karate-Stil Shōtōkan zu trainieren. Aufgrund seiner umfangreichen Vorbildung in verschiedenen Kampfkünsten machte er rasche Fortschritte und konnte bereits 1940 die Prüfung zum 1. Dan im Shōtōkan-Karate ablegen. Ōyama verließ das Dōjō von Funakoshi jedoch wenig später, weil er eine andere Vorstellung von Kampf hatte. Anlass dazu war der Übungskampf zwischen Funakoshis Sohn und So Nei-chu (소네이쥬, 1907–2001), einem Meisterschüler von Miyagi Chōjun, dem Begründer des Gōjū-Ryū-Karate-Stils. Bei So Nei-chu, der wie er selbst aus Korea stammte und ein eigenes Dōjō besaß, praktizierte er von diesem Zeitpunkt an Gōjū-Ryū-Karate. Als er 1943 in die japanische Armee eingezogen wurde, hatte er bereits den 4. Dan im Gōjū-Ryū-Karate erreicht. Der Krieg bedeutete für Ōyama Masutatsu eine Unterbrechung in seiner Entwicklung. Er war Teil des Bodenpersonals eines Militärflugplatzes in der Nähe von Tokyo. Er wurde eingesperrt, weil er einen Vorgesetzten, der ihn zu Unrecht beleidigt hatte, niederschlug.
Nach der Niederlage Japans am Ende des Zweiten Weltkriegs fiel Ōyama in eine schwere Lebenskrise. Aufgrund der extremen Knappheit an Lebensmitteln direkt nach Kriegsende schloss er sich einer kriminellen Bande an. Schließlich wurde er sechs Monate lang eingesperrt, nachdem er einige amerikanische Soldaten verprügelt hatte, um zu zeigen, dass er persönlich noch nicht besiegt war. Ōyama entschloss sich erst in dieser Zeit, sein Leben ganz dem Karate zu widmen. Sein Meister So Nei-chu, der ein Anhänger des Nichiren-Buddhismus war, ermutigte ihn dazu, vor allem den von ihm bisher vernachlässigten geistigen Aspekt des Weges einer Kampfkunst zu berücksichtigen und sich in die Einsamkeit zurückzuziehen, um seine Unbeherrschtheit zu korrigieren.
Ōyama trainierte daher alleine auf dem Berg Minobu in Yamanashi, Japan. Angeblich hatte er sich eine Augenbraue abrasiert, damit er den Berg nicht verlassen konnte. Er soll dort vierzehn Monate verbracht haben und danach zum Verlassen des Berges gezwungen gewesen sein, da sein Gönner ihm weitere Unterstützung versagt habe. Nachdem er Monate später die nationalen Japanischen Kampfkunstmeisterschaften im Karate gewonnen hatte, kehrte er für 18 weitere Monate in die Berge zurück, dieses Mal auf den Berg Kiyosumi, da er sein ursprüngliches Ziel, drei Jahre in der Einsamkeit zu trainieren, noch nicht erreicht hatte. Obwohl diese Berichte über Ōyamas angeblichen Aufenthalt in den Bergen von vielen seiner Anhänger immer wieder bekräftigt wurden, hat Ōyama diese Umstände nie persönlich bestätigt.
Einige Teile der frühen Biographie Ōyamas werden von Jon Bluming, einem seiner frühen Schüler, allerdings bestritten.

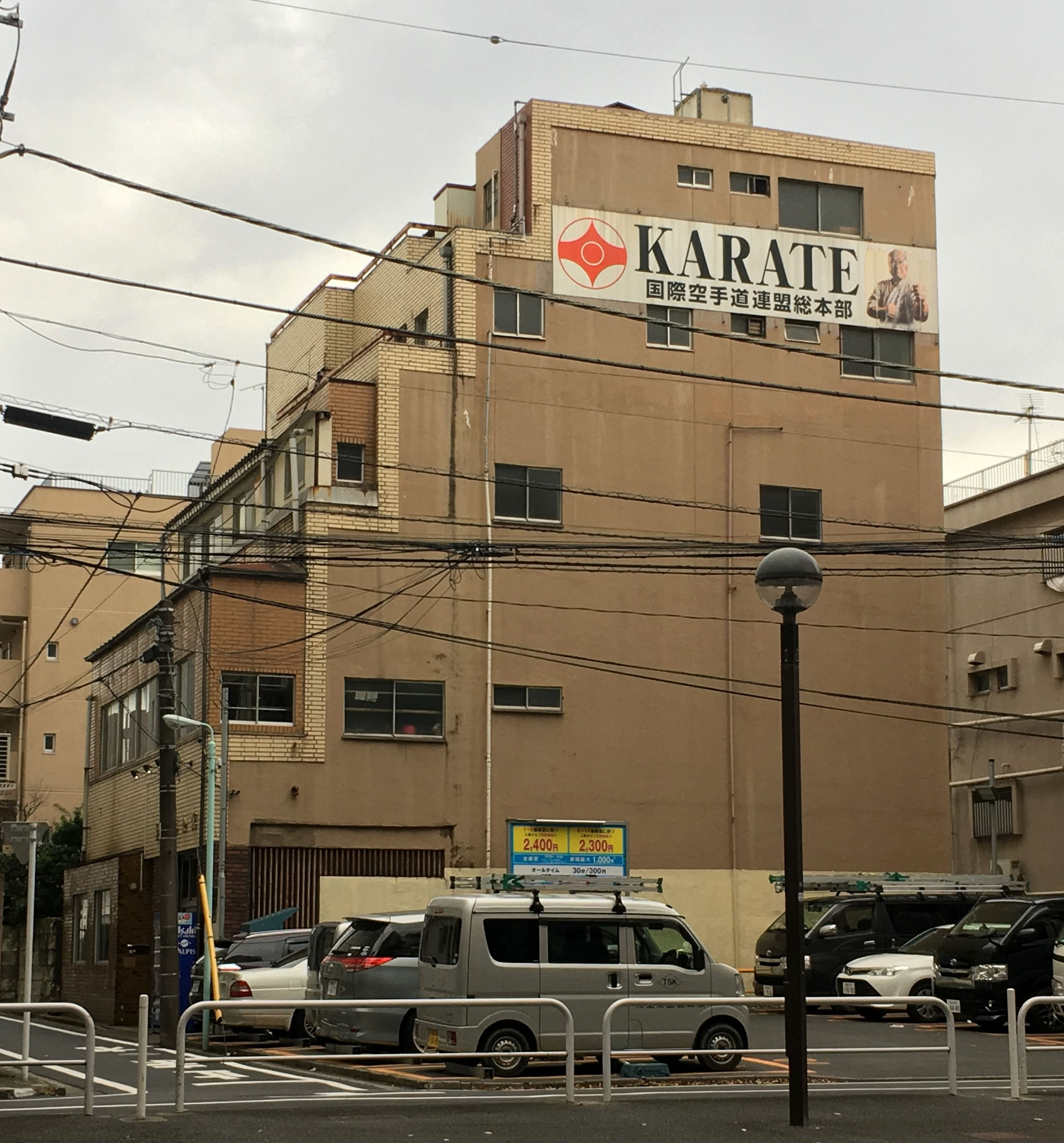
Das Kyokushinkaikan-Hombu-Dōjō in Tōkyō

1953 eröffnete er in Tōkyō sein eigenes Dōjō namens Ōyama Dōjō. Er reiste weiterhin in Japan und der Welt umher, um Kampfkunstvorführungen zu geben, in denen er Stiere mit bloßen Händen bekämpft und getötet haben soll. Sein Dōjō trainierte zuerst im Freien auf einer leeren Parzelle und zog später im Jahre 1956 in eine Ballettschule um. Seine Lehren entwickelten bald einen Ruf als harte, intensive und praxisorientierte Kampfschule, die in einer Zeremonie 1957 „Kyokushin“ getauft wurde. Jedoch sagte man ihm auch nach, sehr rau mit seinen Schülern umgegangen zu sein und diese auch häufiger während des Trainings verletzt zu haben. Mit wachsender Reputation des Dōjō wuchs auch die Zahl der Schüler, die aus dem japanischen In- und Ausland zum Training zu Ōyama kamen. Viele der späteren Oberhäupter der heutigen Organisationen, die aus dem Kyokushin hervorgegangen sind, begannen ihr Training in dieser Zeit. 1964 zog Ōyamas Dōjō in ein anderes Gebäude um, das von da an als Hombu Dōjō und Welthauptquartier seiner Schule diente. In diesem Zusammenhang gründete er auch die International Karate Organization Kyokushinkaikan (IKO oder IKOK abgekürzt), um die vielen Schulen, die zu diesem Zeitpunkt seinen Stil lehrten, zu organisieren.
Nachdem er dem Kyokushinkai damit einen formalen Rahmen gegeben hatte, führte Ōyama die Organisation in eine weitere Phase des Wachstums: Er selbst und die von ihm sorgfältig ausgewählten Ausbilder zeigten großes Geschick, wenn es darum ging, die Stilrichtung zu vermarkten und neue Verbandsmitglieder zu gewinnen. Wenn Ōyama einen Dozenten ausgewählt hatte, sollte dieser ein Dōjō in einer anderen Stadt eröffnen und dort öffentliche Vorführungen abhalten, zum Beispiel in städtischen Turnhallen, der örtlichen Polizeischule, einem Park, in Schulen oder anlässlich von Festen, wodurch er schnell eine Zahl von Schülern für sein neu gegründetes Dōjō gewinnen konnte. Danach verließ man sich auf die Mundpropaganda in der näheren Umgebung zur Schaffung einer engagierten Stammschülerschaft.
Ōyama sandte auch Ausbilder ins Ausland, zum Beispiel in die Vereinigten Staaten und nach Brasilien, wo Kyokushin auf die gleiche Art verbreitet wurde. Eine weitere Methode zur Verbreitung seines Stiles waren die von ihm ausgerichteten stiloffenen Karate-Weltmeisterschaften.
Bis zu seinem Tod baute er seine IKOK mit Sitz in Tōkyō zu einem der weltweit größten Kampfkunstverbände aus, mit Niederlassungen in mehr als 120 Ländern und mehr als 10 Millionen eingetragenen Mitgliedern. In Japan wurden Bücher von ihm und über ihn verfasst, abendfüllende Spielfilme schilderten farbenfroh seine Lebensgeschichte, und auch ein Manga erzählt von seinen (angeblichen) Abenteuern.
Ōyama starb im Alter von 70 Jahren am 26. April 1994 – obwohl Nichtraucher – an Lungenkrebs.

## Ōyama in den Medien
- Der Manga über Ōyamas Vermächtnis namens Karate Baka Ichidai (wörtlich:„Die karate-verrückte Generation“) von Ikki Kajiwara mit Illustrationen von Jirō Tsunoda und Jōya Kagemaru wurde 1971 im Shōnen Magazine veröffentlicht.
- Eine 47-teilige Anime-Serie auf Basis des Manga wurde 1973 aufgelegt, wobei allerdings größere Teile der Handlung abgeändert und auch Mas Ōyamas Name gegen eine fiktionale Figur namens Ken Asuka ausgetauscht wurde.
- Auf der Basis des Manga wurde Ōyama vom japanischen Schauspieler Sonny Chiba in einer Trilogie von Kampfkunst-Filmen verkörpert. Ōyama selbst ist ebenfalls in den ersten beiden Teilen der Trilogie zu sehen:
  - Champion of Death (1975)
  - Karate Bearfighter (1975)
  - Karate for Life (1977)
- Ein weiteres Werk über Ōyamas Leben ist der südkoreanische Film Baramui Fighter (in Deutschland Fighter in the Wind) aus dem Jahre 2004.